# Kapning
Kapning är ett brott som innebär att med våld eller hot om våld obehörigen bemäktiga sig eller ta kontrollen över något, som till exempel ett flygplan eller fartyg, eller annat fortskaffningsmedel, som en bil.

## Svensk lag
Kapning är ett brott enligt svensk rätt enligt Brottsbalkens kapitel 34 paragraf 11. Lagtexten lyder:
Den som med våld eller hot om våld eller annars obehörigen
1) ingriper i manövreringen av ett luftfartyg under flygning, av ett fartyg i handelssjöfart eller av ett spårfordon i spårtrafik eller av ett motordrivet fortskaffningsmedel i kollektivtrafik,
2) på ett sätt som äventyrar flyg-, sjö- eller spårtrafiksäkerheten bemäktigar sig ett luftfartyg, ett fartyg i handelssjöfart eller ett spårfordon i spårtrafik eller på ett sätt som allvarligt äventyrar trafiksäkerheten bemäktigar sig ett motordrivet fortskaffningsmedel i kollektivtrafik, eller
3) bemäktigar sig en fast plattform,
skall för kapning dömas till fängelse i minst två och högst tio år.
Om kapningen utförs på ett allmänt fortskaffningsmedel, räknas det som ett allmänfarligt brott och utdöms samman med sabotage enligt 13 kap.

## Typer av kapning
- Bilkapning
- Flygplanskapning
- Sjöröveri
- Terrorism